# Mindszentkálla
Mindszentkálla là một thị trấn thuộc hạt Veszprém, Hungary. Thị trấn này có diện tích 10,84 km², dân số năm 2010 là 294 người, mật độ 27 người/km².